# جيمس جوناس ماديسون
جيمس جوناس ماديسون (بالإنجليزية: James Jonas Madison)‏ هو ضابط أمريكي، ولد في 20 مايو 1884 في جيرسي سيتي في الولايات المتحدة، وتوفي في 25 ديسمبر 1922 في بروكلين في الولايات المتحدة.